# Colostygia rebeli
Colostygia rebeli är en fjärilsart som beskrevs av Wrukowsky 1929. Colostygia rebeli ingår i släktet Colostygia och familjen mätare. Inga underarter finns listade i Catalogue of Life.